# Скандинавское (яйцо Фаберже)
«Скандина́вское» — ювелирное пасхальное яйцо, изготовленное фирмой Карла Фаберже между 1899 и 1903 годом. Данных о заказчике и первом владельце нет. Хранится Фондом Виктора Вексельберга «Связь времён», Москва.
В настоящее время ювелирное яйцо находится в постоянной экспозиции Музея Фаберже в Санкт-Петербурге, расположенном во дворце Нарышкиных-Шуваловых.

## Описание
Ювелирное пасхальное яйцо «Скандинавское» изготовлено из красного и зелёного золота, замши, эмалировано прозрачной землянично-красной, белой, матовой и жёлтой эмалью. В желтке ювелирного яйца помещается миниатюрная золотая курица.
Практически повторяет тип «Курочка» (1885) императорской серии пасхальных яиц ювелирного дома Карла Фаберже. Является представителем ряда яиц типа «Курочка», созданных фирмой Фаберже. Другие представители этого ряда ювелирных изделий: «Ляпис-лазурное» (1886) и «Курочка Кельха» (1898), однако ювелирное пасхальное яйцо «Скандинавское» выполнено вертикальным и украшено бриллиантами, а не жемчугом.

## Сюрприз
Внутри ювелирного пасхального яйца «Скандинавское» помещается миниатюрная золотая курочка, эмалированная в оттенках коричневого цвета, с краями оттенков белого и серого цвета, глаза выполнены из бриллиантов.

## Владельцы
Пасхальное яйцо «Скандинавское» изготовлено в Санкт-Петербурге ювелирных дел мастером Михаилом Перхиным фирмы Карла Фаберже между 1899 и 1903 годом. Данных о первом владельце нет. Ювелирное пасхальное яйцо «Скандинавское» обнаружено в 1980 году в сейфе Банка Осло среди драгоценностей Марии Квислинг. Куплено Виктором Вексельбергом, хранится Фондом Виктора Вексельберга «Связь времён».